# Belle Plaine (Iowa)
Belle Plaine é uma cidade localizada no estado americano de Iowa, no Condado de Benton.

## Demografia
Segundo o censo americano de 2000, a sua população era de 2878 habitantes. 
Em 2006, foi estimada uma população de 2890, um aumento de 12 (0.4%).

## Geografia
De acordo com o United States Census Bureau tem uma área de 
8,4 km², dos quais 8,4 km² cobertos por terra e 0,0 km² cobertos por água. Belle Plaine localiza-se a aproximadamente 260 m acima do nível do mar.

## Localidades na vizinhança
O diagrama seguinte representa as localidades num raio de 16 km ao redor de Belle Plaine. 